# Nyamninia
Nyamninia est un village du comté de Siaya au Kenya. Il fait partie de la division administrative de Yala dans le district de Gem et situé approximativement 55 km à l'est-nord-est de Kisumu.
C'est à cet endroit que les Britanniques construisent en 1928 un émetteur radio diffusant sur les ondes moyennes avec une puissance maximale de 100 kW les programmes de Voice of Kenya (VoK). Cet émetteur est à la base de la création, en 1961, de la société publique Kenya Broadcasting Corporation (KBC). Parmi ses nombreux émetteurs, la KBC, possède toujours celui de Nyamninia pour la diffusion d'émissions radio en anglais, en swahili et en luo.
Nyamninia fut aussi le lieu de naissance et de décès du chef tribal, Odera Akang'o.